# Pimpinella prolifera
Pimpinella prolifera är en flockblommig växtart som beskrevs av Anton Johann Krocker. Pimpinella prolifera ingår i släktet bockrötter, och familjen flockblommiga växter. Inga underarter finns listade i Catalogue of Life.